# Meliboeus semenoviellus
Meliboeus semenoviellus es una especie de escarabajo del género Meliboeus, familia Buprestidae. Fue descrita científicamente por Obenberger en 1929.